# UFC 226
UFC 226: Miocic vs. Cormier（ユーエフシー・ツートゥエンティシックス：ミオシッチ・バーサス・コーミエ）は、アメリカ合衆国の総合格闘技団体「UFC」の大会の一つ。2018年7月7日、ネバダ州ラスベガスのT-モバイル・アリーナで開催された。

## 大会概要
UFC世界ヘビー級王者スティーペ・ミオシッチにUFC世界ライトヘビー級王者ダニエル・コーミエが挑戦し、コーミエがKOで勝利してヘビー級王座を獲得。UFC史上5人目となる二階級制覇を達成した。

## 試合結果

### アーリープレリム
第1試合 女子ストロー級 5分3R
○  エミリー・ウィットマイア vs.  ジェイミー・モイル ×
3R終了 判定3-0（29-28、29-28、29-28）
第2試合 ライト級 5分3R
○  ダン・フッカー vs.  ギルバート・バーンズ ×
1R 2:28 KO（左フック）

### プレリミナリーカード
第3試合 ウェルター級 5分3R
○  カーティス・ミレンダー vs.  マックス・グリフィン ×
3R終了 判定3-0（29-28、29-28、29-28）
第4試合 ライト級 5分3R
○  ドラッカー・クロース vs.  ランド・バンナータ ×
3R終了 判定3-0（30-27、30-27、30-27）
第5試合 バンタム級 5分3R
○  ハファエル・アスンソン vs.  ロブ・フォント ×
3R終了 判定3-0（30-27、30-27、30-27）
第6試合 ミドル級 5分3R
○  パウロ・コスタ vs.  ユライア・ホール ×
2R 2:38 TKO（右フック→右ボディブロー）

### メインカード
第7試合 ライトヘビー級 5分3R
○  カリル・ラウントリー vs.  グーカン・サキ ×
1R 1:36 TKO（左ストレート→パウンド）
第8試合 ライト級 5分3R
○  アンソニー・ペティス vs.  マイケル・キエーザ ×
2R 0:52 腕ひしぎ三角固め
第9試合 ウェルター級 5分3R
○  マイク・ペリー vs.  ポール・フェルダー ×
3R終了 判定2-1（29-28、28-29、29-28）
第10試合 ヘビー級 5分3R
○  デリック・ルイス vs.  フランシス・ガヌー ×
3R終了 判定3-0（29-28、29-28、30-27）
第11試合 UFC世界ヘビー級タイトルマッチ 5分5R
○  ダニエル・コーミエ vs.  スティーペ・ミオシッチ ×
1R 4:33 KO（右フック→パウンド）
※コーミエが王座獲得に成功。

### 各賞
ファイト・オブ・ザ・ナイト： 該当なし
パフォーマンス・オブ・ザ・ナイト： ダニエル・コーミエ、アンソニー・ペティス、カリル・ラウントリー、パウロ・コスタ
各選手にはボーナスとして5万ドルが授与された。

### カード変更
負傷などによるカードの変更は以下の通り。